# Mary Forster
Mary Forster, née vers 1620 et morte en 1687, est une militante quaker. Elle écrit la préface de l'édition de 1671 de Guide to the Blind, écrit par son mari, Thomas Forster.

## Biographie
Très peu d'informations concernant sa vie nous sont parvenues. Mary Forster naît vers 1620 et meurt en 1687.

## Œuvres

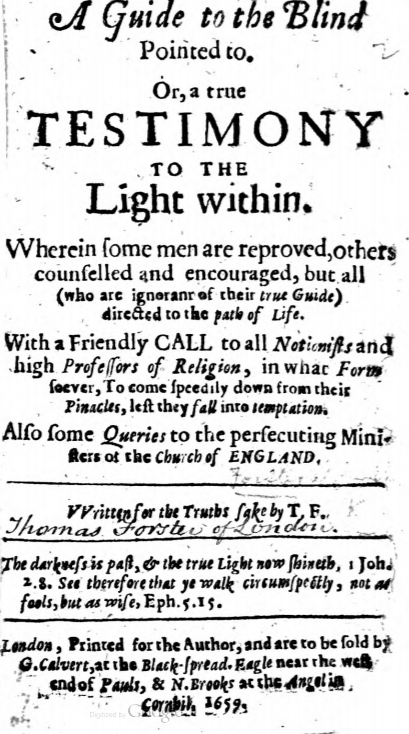
Page de couverture de Guide to the Blind..., 1671.

Mary Forster est surtout connue pour avoir écrit la préface de l'édition de 1671, de Guide to the Blind (Guide pour les Aveugles),, écrit par son mari, Thomas Forster.
Elle publie également plusieurs essais, dont :
- A declaration of the bountifull loving-kindness, 1669.
- Some seasonable considarations to the young men and woman, 1684.
- Mary Forster et al., A living testimony from the power and spirit of our Lord Jesus Christ, 1685.
- Mary Forster « and 7000 Hand-maids of the Lord » (« et 7’000 servantes du Seigneur »), These several papers was sent to the Parliament, 1659[3].

## Protoféminisme
Mary Forster a également composé une adresse au lecteur (To the Reader) pour accompagner une pétition soumise au Parlement d'Angleterre le 20 mai 1659, afin d'exprimer l'opposition de plus de 7'000 femmes à « l'oppression de la dîme » (« the oppression of Tithes »), impôt levé par l'église en place.
Pour justifier l'intervention politique d'une femme sous la forme d'une pétition parlementaire, ce qui était vraiment inhabituel à cette époque, Mary Forster affirme que c'est la volonté de Dieu d'employer des moyens faibles pour mener à bien son œuvre puissante. Elle participe à l'ouvrage collectif Piety Promoted, paru en 1686, en hommage à Anne Whitehead (en), considérée comme la première femme pasteure quaker en 1655,. Elle est une des cinq signataires de A Living Testimony from… Our Faithful Women's Meeting, publié en 1685, dans lequel elle affirme :

« We are not to put our Candles under a Bushel, nor to hide our Talents in a Napkin [having gained wisdom of God about] what will do in Families [as] Mothers of Children, and Antient Women in Our Families. »

— Mary Forster, A Living Testimony…
.

« Nous ne devons pas mettre nos bougies sous un boisseau, ni cacher nos talents dans une serviette [ayant acquis la sagesse de Dieu sur] ce qu'il faut faire dans les familles [en tant que] mères d'enfants et femmes anciennes dans nos familles. »

— Mary Forster, traduction libre
.
Cependant, Mary Fortser voit encore les protestations protoféministes des femmes comme un renforcement secondaire des œuvres des hommes. Elle qualifie de même leur pétition parlementaire contre la dîme d'auxiliaire, tout en notant que c'est compatible avec les actions des Brethren quaker.

## Persécution
Dans Some Seasonable Considerations (Quelques considérations saisonnières) paru en 1684, elle dénonce la persécution continue dont sont victimes les Quakers,.